# دوزخیان روی زمین
دوزخیان روی زمین (به فرانسوی: Les Damnés de la Terre) کتابی نوشتهٔ فرانتس فانون، نویسندهٔ فرانسوی اهل مارتینیک است.که در سال ۱۹۶۱ چند روز قبل از مرگ فانون منتشر شد و به سرعت به ۱۵ زبان ترجمه گردید و تأثیر زیادی بر انقلابیون و مبارزان سیاسی جهان گذاشت، این کتاب آخرین کتاب فانون می‌باشد؛البته ترجمه دیگری به قلم ابولحسن بنی صدر به تاریخ ۱۳۵۶ ش وجود دارد که تفاوتی با ترجمه علی شریعتی ندارد.

## عناوین بخش‌های کتاب
جلد اول:
قهر
قهر در موقعیت بین‌الملل
در عظمت و ضعف خودجوشی
جلد دوم:
نابختیاری‌های وجدان ملی
دربارهٔ فرهنگ ملی
اساس مشترک فرهنگ ملی و مبارزات رهائی بخش
جنگ استعماری و اختلالات دماغی

## بررسی محتوای کتاب
این کتاب به بررسی استعمار، از خود بیگانگی استعمار شده و جنگ‌های آزادیبخش می‌پردازد. او نقشی را که خشونت بین استعمارگر و استعمارشده ایفا می‌کند؛ مطالعه می‌کند و از مبارزه ضد استعماری از جمله از طریق خشونت و رهایی جهان سوم دفاع می‌کند. این کتاب همچنین با پیش‌بینی خاصی تناقضات ذاتی اعمال قدرت در دوران پسااستعماری (پساانقلاب) در آفریقا را آشکار می‌کند. به همین دلیل است که فانون همچنین به خاطر نگاه آینده‌نگر او به دولت-ملت آفریقایی پسااستعماری شناخته می‌شود. این کتاب که در بحبوحه جنگ الجزایر نوشته شد، زمانی که در فرانسه منتشر شد؛ ممنوع شد اما به عنوان مرجعی برای جنبش‌های آزادی‌بخش ضد استعماری و خودمختاری عمل کرد.
او از ضرورت خشونت در فرایند انقلابی به عنوان گامی اساسی در کسب استقلال دفاع می‌کند. درک نادرست از نظریه خشونت او در تاریخ‌نگاری فرانسه در اواخر دهه ۱۹۶۰ و ۱۹۷۰ نهفته‌است. از نظر او فرهنگ ملی در جریان و از طریق مبارزات آزادیبخش ملی ساخته می‌شود: این چیزی است که مردان را برای خلاصی از شر استعمارگران متحد می‌کند.

### بررسی کتاب از منظر کارکردی برای کشورهای توسعه نیافته
می‌توان گفت این کتاب از نظر کاربردی برای جامعه ایران و اهداف انقلابی و تحولات آن، آن قدر جذاب و کارکردی بوده‌است که شریعتی به محض انتشار آن، آن را ترجمه کرده‌است و این در حالی است که او کتاب‌های ترجمه زیادی ندارد، اما آنهایی که ترجمه کرده‌است بسیار گزینشی و با هدف خاصی بوده؛ و با توجه به مرام و مسلکت این اندیشمند، می‌توان گفت که او این کتاب را با هدف انقلاب و تغییر در جامعه ایران ترجمه کرده‌است.
فانون و شریعتی هر دو نویسنده و هم‌زمان و آشنا بوده‌اند و هر دو در انقلاب الجزایر فعالیت‌هایی داشته‌اند؛ انقلابی که ۱ میلیون کشته داشته‌است. این هم‌زمانی و هم فکری از دلایل دیگر ترجمه سریع این کتاب بوده‌است؛ هر چند شریعتی خود برعکس فانون مخالف کنار زدن سنت‌ها و مذهب بود و عقیده اش بر این بود که با توجه به اتصال مردم با مذهب، بهتر است از آن در جهت انقلاب استفاده کرد.
آن چیزی که این کتاب را آن قدر برای جوامع عقب مانده یا استعمارشده یا استثمارشده مانند ایران کاربردی می‌کند؛ تحلیل‌های منطقی و جامع فانون در رابطه با این جوامع است که از خلال این تحلیل‌ها قبل یک انقلاب، انجام انقلاب و بعد از انقلاب را تفسیر و تعبیر می‌کند. با وجود این که این کتاب با توجه به یک کشور استعمارزده آفریقایی نوشته شده اما از نظر ویژگی کشور عقب مانده بودن و تحت سلطه بودن ایران برای تحلیل جامعه ایران نیز قابل استفاده است به حدی که هم‌اکنون نیز این موضوع صدق می‌کند.
به‌طور مثال تحلیل‌های او در نشان دادن وضع کشورهای عقب مانده در دوران پس از انقلاب کاملاً با وضع ایران همخوانی دارد و نشان می‌دهد که چگونه این گونه کشورها به بی راهه می‌روند و فساد و تباهی وجود آنها را می‌گیرد و با زمان قبل از انقلاب نه تنها تفاوتی نکرده‌اند بلکه بدتر هم می‌شوند، به عبارتی بسیاری از تحلیل‌های اندیشمندان غربی بر پایه ساختار اجتماع خودشان بوده‌است اما در این کتاب ما نگاه تازه و جامعه شناختی بر وضع جوامع عقب مانده داریم که می‌توان گفت به خوبی ساختار اجتماعی و حرکتی این جوامع را آشکار می‌کند؛ و همچنین نثر این کتاب به قدری روان و داستان گونه است که هر فردی می‌تواند از پس خواندن و فهم آن برآید.

## قسمت‌هایی از کتاب
سارتر در مقدّمه می‌نویسد: ” طرفداران عدم خشونت خوب وضعی دارند، نه قربانی و نه میر غضب، بزنید به چاک، اگر شما قربانی نیستید بدانید وقتی دولتی که شما به آن رای داده‌اید و ارتشی که برادران جوان شما بدون تردید و پشیمانی در آن خدمت کرده‌اند اقدام به کشتار دسته جمعی می‌کند یقیناً میر غضب هستید…اگر قهر از امشب شروع شده بود و استثمار و ستمگری هرگز در این دنیا وجود نمی‌داشت شاید عدم خشونتی که شما تجویز می‌کنید می‌توانست دعوا را آرام کند ولی اگر تمامی رژیم و حتّی اندیشه‌های ” غیر خشن ” شما پروردهٔ یک ستمگری هزار ساله است، سکوت و بی حرکتی شما جز اینکه شما را در صف ستمگران قرار دهد کاری نمی‌کند …”
علیه رهبر، علیه شخص پرستی و همچنین علیه گذشته دور فرهنگی. فرهنگ حقیقی، انقلاب است. معنای این حرف اینست که فرهنگ حقیقی در دامان انقلاب به وجود می‌آید. ” تنها به خاطر آزادی مردم نیست که باید نبرد کرد. باید در تمامی مدتی که نبرد ادامه دارد نیز، به مردم و نخست به خود مقام و موقع انسانی را بازآموخت. باید راه‌های تاریخ را به آغاز رفت و از آنجا به فراز آمد، تاریخ انسان را، انسانی را که به دست انسانها دوزخی شده‌است. باید برخورد آشنای مردم خود و انسانهای دیگر را برانگیخت و میسر ساخت. ”
” مبارزه مسلّحانه نشانه آنست که ملّت تصمیم دارد جز به قهر و مبارزه قهرآمیز اطمینان نکند ”
بازتاب ریشخند این امر، که ستم دیده چیزی جز زبان زور سرش نمی‌شود این است که ستمگر جز زبان زور نمی‌شناسد ”
فانون در بخش فرهنگ ملی می‌نویسد: ” هر نسلی باید از میان تاریک و روشنی رسالت خویش را کشف کند، آن را به انجام رساند یا به آن خیانت ورزد ”
فرهنگ ملی در جریان نبردها، در زندان، و در پاسگاه‌های نظامی شکل می‌گیرد. بنا بر این نباید برای یافتن عناصر همساز به منظور مقابله با قلب سازی‌های ستمگر به غرق شدن در گذشته مردم اکتفا کرد. ” فرهنگ ملی فولکلور نیست. فولکلوری نیست که توده گرایی مجرد، باورش شده‌است که از آن به کشف حقیقت ملت می‌توان رسید. فرهنگ مشتی ادا و اطوار از گذشته مانده نیست. به دیگر سخن مشتی ادا که با واقعیت ملت خیلی کم رابطه دارند نیست. فرهنگ ملی مجموعه کوشش‌هایی است که یک ملت در زمینه اندیشه انجام می‌دهد تا عمل؛ عملی را که چون ملاط مردم را به هم پیوسته و بر سر پا نگه می‌دارد، توصیف کند و توجیه کند و ارج بخشد ”.
اگر بخواهیم این اقتصاد را پیش ببریم باید که در نخستین ساعت، تصمیم به ملی کردند آن اتخاذ کنیم. روشن است که ملی کردن نباید جنبه يك دولتی کردن خشک و زمخت را پیدا کند. ملی کردن بدان معنا نیست که همشهری های تربیت سیاسی ندیده را در رأس فعالیتهای تجاری و خدمات قرار دهیم. هر بار که این طرز عمل اتخاذ شده است کار به چیره شدن حکومت خودکار کارمندانی انجامیده است که تربیت شده «مادر» شهر سابق هستند و اربابند. کارمندانی که در اندک مدتی ناتوانی خود را در به فکر همه مردم بودن و در داشتن فکری ملت شمول عیان ساخته اند. این کارمندان به سرعت به خرابکاری در اقتصاد ملی و به گسستن شیرازه تشکیلات مملکتی شروع می کنند. فساد کوتاهی در انجام وظیفه و صندوق دزدی و انبارزنی و بازار سیاه رواج می گیرد. ملی کردن بخش سوم یعنی تشکیل و سازمان دادن شرکتهای تعاونی خرید و فروش بر پایه اصل مردم سالاری یعنی غير متمرکز ساختن این شرکت ها از طریق علاقمند و ذینفع کردن توده ها در اداره امور عمومی. گفتن ندارد که این کارها جز با تربیت سیاسی به توده ها دادن، شدنی نیست. از پیش باید یک بار برای همیشه يك مسئله اساسی، یعنی مفهوم تربیت سیاسی را روشن کرد. در حقیقت امروزه اصل تربیت سیاسی دادن به توده ها غالباً در کشورهای از توسعه مانده پذیرفته شده است اما چنین می نماید که در مورد تربیت سیاسی این کوشش که پایه و مایه کوشش های بعدی است به گونه ای اصیل انجام نمی گیرد.